# Щапова, Юлия Леонидовна
Юлия Леонидовна Щапова (1930—2019) — советский и российский учёный-историк и педагог в области славяно-русской археологии, доктор исторических наук (1982), профессор (1992). Заслуженный профессор МГУ (2008). Лауреат Премии имени М. В. Ломоносова за научные работы (1998).

## Биография
Родилась 23 мая 1930 года в Липецке.
С 1948 по 1953 год обучалась на историческом факультете МГУ. С 1953 года по приглашению профессора А. В. Арциховского начала работать — старшим лаборантом лаборатории по применению естественнонаучных методов в археологии на кафедре археологии исторического факультета МГУ, с 1992 по 2019 год — профессор этого факультета.
В 1961 году Ю. Л. Щапова защитила диссертацию на соискание учёной степени кандидат исторических наук по теме: «Стеклянные изделия древнего Новгорода», в 1982 году — доктор исторических наук по теме: «История стеклоделия в древности и средневековье (по материалам долины Нила, Ближнего Востока, Средиземноморья и Европы)». В 1992 году приказом ВАК ей было присвоено учёное звание профессор. В 2008 году была удостоена почётного звания Заслуженный профессор МГУ.
Скончалась 5 мая 2019 года в Москве.
Семья
Супруг Я. Н. Щапов (1928—2011) — доктор исторических наук, профессор, член-корреспондент АН СССР и РАН.

## Научная деятельность
Основная научно-педагогическая деятельность Ю. Л. Щаповой была связана с вопросами в области истории стекла и древних производств, естественнонаучных методов в археологии и славяно-русской археологии. В МГУ читала курс лекций по вопросам: «Древние материалы и древние технологии», «Археологическая эпоха как исторический феномен», «Материальное производство в археологическую эпоху», «Мультидисциплинарная археология», «Источниковедение. Естественнонаучные методы в археологии», «Введение в вещеведение» и «История древнего стекла». Основная библиография: учебные пособия «Естественнонаучные методы в археологии» (1988) и «Древнее стекло. Морфология, технология, химический состав» (1989), «Византийское стекло: очерки истории» (1998), «Введение в вещеведение. Естественнонаучный подход к изучению древних вещей» (2000), «Археологическая эпоха: хронология, периодизация, теория, модель» (2005), «Материальное производство в археологическую эпоху: концепция и модель» (2011), «Морфология украшений» (2006), «Введение в теорию археологической эпохи: числовое моделирование и логарифмические шкалы пространственно-временных координат» (2017). Член Учёного и диссертационного советов Исторического факультета МГУ. Член Московского общества испытателей природы (с 1978 года), Российского археологического общества (с 1991 года), Всероссийской ассоциации медиевистов и историков раннего нового времени (с 1993 года). Являлась автором свыше 180 статей в научных журналах и четырёх научно-исследовательских работ, под её руководством было подготовлено около шестнадцать кандидатов наук.
В 1998 году за цикл работ в области археологии, истории стекла и древних производств и в области применения естественнонаучных и технических методов в археологии была удостоена Премии имени М. В. Ломоносова.

## Награды
- Премии имени М. В. Ломоносова за научные работы (1998)[1]